# Samuel P. Huntington

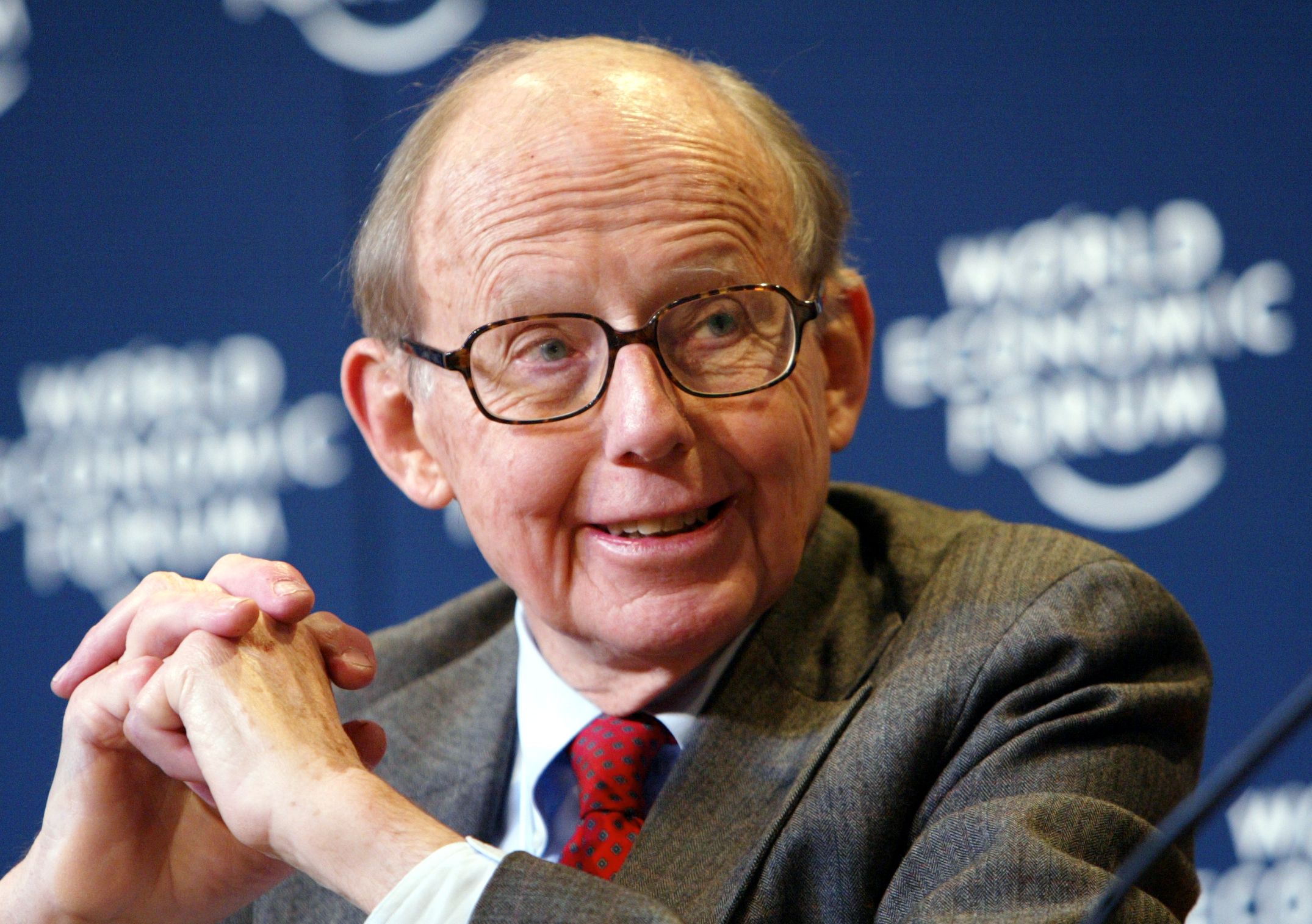
Samuel P. Huntington beim WEF 2004 in Davos.

 Samuel Phillips Huntington (* 18. April 1927 in New York City; † 24. Dezember 2008 auf Martha’s Vineyard, Massachusetts) war ein US-amerikanischer Politikwissenschaftler und Autor. Huntington lehrte am John M. Olin Institute for Strategic Studies der Harvard-Universität in Cambridge. Er war Berater des US-Außenministeriums.

## Leben
Huntington erwarb seinen Bachelor 1946 an der Yale University, den Master of Arts 1948 an der University of Chicago und promovierte 1951 an der Harvard University. Von 1959 bis 1962 war er stellvertretender Direktor des Instituts für Kriegs- und Friedensstudien an der Columbia University. 1965 wurde er in die American Academy of Arts and Sciences gewählt. Als Professor der Politikwissenschaften in Harvard wurde er 1973 stellvertretender Direktor des Zentrums für internationale Angelegenheiten und von 1978 bis 1989 dessen Direktor. Huntington leitete von 1989 bis 2000 in Harvard das John-M.-Olin-Institut für strategische Studien und übernahm 1996 den Vorsitz der Harvard Academy of International and Area Studies.
Neben seiner universitären Karriere beriet Huntington Politiker und konnte dadurch sein umfangreiches wissenschaftliches Werk um eine empirische Basis ergänzen. Etliche seiner Bücher wurden mit renommierten Preisen ausgezeichnet.
Huntington begann seine Karriere als Berater beim Apartheid-Regime von Pieter Willem Botha in Südafrikas Geheimdienst Civil Cooperation Bureau, das zahlreiche Verbrechen an Apartheidgegnern verübte – und bezeichnete 1960 die Gesellschaft Südafrikas zur Zeit der Apartheid als eine „zufriedene Gesellschaft“.
Er starb 2008 im Alter von 81 Jahren.

## Werk
In seinen frühen Schriften befasste sich Huntington überwiegend mit militärpolitischen Themen, etwa der Entwicklung einer spezifischen militärischen Ethik und dem historischen Wandel der Beziehungen zwischen Militär und Zivilgesellschaft. Huntington schrieb 1957 The Soldier and the State über zivil-militärische Beziehungen, in dem er behauptete, dass das Militär (reguläre Soldaten und Söldner) eine professionelle Berufsgruppe bilde, die als einzige in der Lage sei, die Nationalen Sicherheitsbedürfnisse zu verstehen.
Die geistige Grundlage seiner Analysen der Nationalstaaten, ihrer Innenpolitik und außenpolitischen Machtinteressen war der Politische Realismus. So überwand seine Untersuchung der Politik der Supermächte die noch gängigen Klischees, indem sie sich auf die Realpolitik, die Bedeutung der politischen Ideen, die Beziehung zwischen dem System und dem Bürger und die politische Willensbildung beschränkte. Später befasste sich Huntington mit den Chancen von Gesellschaften zur Modernisierung und Demokratisierung.
1968 verwies Huntington in seinem kulturvergleichenden Buch Political Order in Changing Societies auf die Problematik politischer Fehlentwicklungen vieler nichtwestlicher Gesellschaften. Die sozialen und politischen Mobilisierungen, die sich aus der ökonomischen Modernisierung ergeben, würden wegen der geringen Entwicklung politischer Institutionen häufig in die Willkürherrschaft von Militärpotentaten münden.
Zur Charakterisierung des Wandels im 20. Jahrhundert prägte Huntington in seinem Buch The Third Wave den Begriff der Demokratisierungswelle. Die globale Veränderung von autoritären in freiheitliche und demokratische Gesellschaften fand demnach in drei großen Wellen statt, die durch innergesellschaftliche und außenpolitische Faktoren ermöglicht wurde. Jede Welle zeichnete sich durch eine Zunahme der Zahl demokratischer Staaten in der Welt ab, gefolgt von einer Gegenbewegung, in der einige Demokratien wieder zu totalitären Systemen zurückkehrten, bevor die nächste Welle der Demokratisierung einsetzte. Demokratie blieb für ihn eine stets gefährdete, fragile Staatsform, die es zu bewahren und verteidigen galt.

## Thesen
In seinem kontrovers diskutierten Buch The Clash of Civilizations (Kampf der Kulturen, 1996) wendet sich Huntington gegen die Vorstellung einer universellen Weltkultur, wie sie nach dem Zusammenbruch der Sowjetunion 1989 und dem Ende des Kalten Krieges unter anderem von Francis Fukuyama vertreten wurde. Erstmals erschienen Huntingtons Thesen im Sommer 1993 in der renommierten Zeitschrift für Außen- und Sicherheitspolitik „Foreign Affairs“ des Council on Foreign Relations.
Vielmehr geht der Politologe Huntington von einer Verlagerung des Konfliktes zwischen Ideologien, welche die nationalstaatlich verfassten Bündnisse geprägt hatten, zu einem Konflikt zwischen Zivilisationen aus, weil diese bei der Eindämmung der westlichen Dominanz mit ihrer Geschichte, ihren Sprachen, ihren Wertvorstellungen und ihren Religionen die höchsten sinnstiftenden Einheiten geworden seien.
Unterschieden werden in der Regel acht, bisweilen neun Zivilisationen (im Sinne von globalen Kulturräumen). Drei davon seien aufstrebend: jene der Hindu, der Sini und des Islam. Sie führten dazu, dass die Geopolitik multipolar werde, und es wird erwartet, dass die westliche Zivilisation dabei herausgefordert werde. Diese habe zu lange die fehlgeleitete, arrogante, falsche und gefährliche Auffassung vertreten, die ökonomische Modernisierung führe gleichzeitig zum Durchbruch westlicher Werte. Statt einer Politik der Menschenrechte fordert Huntington eine Geopolitik der Macht, angeführt von den Vereinigten Staaten. Huntington regt zudem die Stärkung der westlichen Identität nach außen und innen an.
Samuel Huntingtons Prognosen basieren vor allem auf den im Rahmen der Globalisierung auftretenden, weltweit gewalttätigen Auseinandersetzungen zwischen Muslimen und Nichtmuslimen. Als Beispiele werden jedoch auch die Wiedervereinigung Deutschlands und der Zerfall der Sowjetunion und Jugoslawiens genannt. Zu den Befürwortern Huntingtons zählt auch Bassam Tibi, der dessen Theorie des „Clash of Civilizations“ in einer eigenen Auslegung vertritt.
Kontrovers aufgenommen wurde Huntingtons Who Are We. The Challenges to America’s National Identity (2004). Hier kehrt er seine These des Konflikts der „Zivilisationen“ nach innen und betrachtet die verschiedenen Kulturen in den Vereinigten Staaten. Besonders die lateinamerikanische (explizit die mexikanische) Zuwanderung hält er für bedenklich und propagiert eine Rückwendung zu den anglo-protestantischen Werten der ersten europäischen Siedler; in jenen sieht er die wahre nationale Identität der Vereinigten Staaten verkörpert. Dies wurde besonders von lateinamerikanischen Organisationen und linksliberalen Intellektuellen heftig kritisiert. Als mögliches Zukunftsszenario beschreibt Huntington eine Entwicklung der USA hin zu einer zweisprachigen und bi-kulturellen Gesellschaft, in der Latinos in einigen Staaten die dominierende Rolle einnehmen und Angloamerikaner in andere Staaten ausweichen.
Vor seinen Zivilisationsbetrachtungen war Huntington auch als ein führender Vertreter der Modernisierungstheorien beziehungsweise als Demokratieforscher in Erscheinung getreten.
Bereits während des Vietnamkriegs unterstützte er die US-Militärpolitik. Er zählte zu den Befürwortern der Konzentration der südvietnamesischen Zivilbevölkerung in militärisch bewachten Zonen. Bis in die jüngste Zeit hinein verteidigte Huntington die damalige Unterstützung der Militärdiktatur in Brasilien als Erfolg. Huntington trat „für autoritäre Einparteiensysteme ein“, um nötige Reformen auch radikal durchführen zu können.
Huntington war von Anfang an gegen den Irakkrieg. Nach den Anschlägen vom 11. September 2001 betonte er die Notwendigkeit, die Formel vom Kampf der Kulturen zu differenzieren:
„Es ist nämlich das Ziel von Osama bin Laden, aus diesem Krieg einer Terrororganisation gegen die zivilisierte Gesellschaft einen Kampf der Kulturen zwischen dem Islam und dem Westen zu machen. Es wäre ein Desaster, wenn ihm das gelänge.“
Als es nach den Terroranschlägen vom 11. September Auseinandersetzungen zwischen amerikanischen Intellektuellen gab, war Huntington ein wichtiger Wortführer. Mit 57 weiteren Intellektuellen unterzeichnete er 2002 einen Appell, den Präsidenten im Kampf gegen den internationalen Terrorismus zu unterstützen. In besonderen Situationen könne es unter Beachtung enger Grenzen einen gerechten Krieg geben.

## Rezeption
Huntingtons Werk steht für einen Cultural Turn in der Politikwissenschaft: Er betont die Rolle von kulturellen Identitäten und kulturellen Unterschieden als prägenden Kräften der internationalen Politik. Gleichzeitig weist er auf massive kulturelle Abwehrreaktionen gegen die vom Westen ausgehende Globalisierung hin, welche auf starke Gegenströmungen trifft.
Wegen seiner pointiert zugespitzten, breitenwirksamen Thesen wurde er zu einem viel zitierten und umstrittenen Autor. Vor allem an seinem Kulturbegriff und dessen Konsequenzen für die Weltordnungspolitik entzündete sich die Kritik. Während einerseits hervorgehoben wurde, dass die Thesen einen wichtigen Beitrag zur Deutung der internationalen Problemlage darstellen, verwiesen die Kritiker auf den betonten Konservatismus und den holistischen Ansatz, welche die Analysefähigkeit einschränkten.
Schon Mitte der 1990er Jahre bestritt Fred Halliday (1946–2010) von der London School of Economics in seinem Buch „Islam and the Myth of Confrontation“ die Thesen von Samuel Huntington. Seit dem Zusammenbruch des Osmanischen Reiches, so führt er vor, verfüge kein muslimisches Land über eine dermaßen starke Armee, dass es den Westen bedrohen könnte. Die vereinten Streitkräfte der islamischen Länder – für den unwahrscheinlichen Fall eines gemeinsamen Handelns – seien den westlichen Streitkräften bei weitem unterlegen. Bereits kurz nach Erscheinen seiner Thesen haben seinerzeit führende Wissenschaftler und Kulturkritiker Huntingtons Thesen als unzulässig verfälschend angegriffen.
Der indische Ökonom und Nobelpreisträger Amartya Sen ist der Auffassung, dass Huntingtons Theorien unter den vielen Aspekten, welche die Identität eines Menschen ausmachen, der kulturellen Zugehörigkeit zu großes Gewicht beimesse. Er kritisiert die Festlegung des Menschen auf Religion und Kultur („Wir“ und die „Anderen“) und bemängelte Huntingtons eindimensionale Fixierung auf kulturelle Identität („Identität kann töten“). Wenn die Beziehungen zwischen menschlichen Individuen auf einen „Krieg der Kulturen“ reduziert würden, dann schnappe die „Identitätsfalle“ zu. Das Geschäft der Fundamentalisten bestehe in dieser Miniaturisierung menschlicher Existenz, mit der alle Ideologie der Gewalt ihren Anfang nehme. Amartya Sen zeigt auch, wie die Spirale aus Identität und Gewalt durchbrochen werden könne. Denn niemand sei zu einer einzigen Identität verdammt, jeder könne seine Persönlichkeit gestalten und mitbestimmen. Die Welt könne sich ebenso in Richtung Frieden bewegen, wie sie jetzt auf Gewalt und Krieg hinzusteuern scheint.
2007 erschien die „Kampfabsage“ zu Huntingtons Kampf der Kulturen von Ilija Trojanow und Ranjit Hoskoté. Die Autoren stellen die holistische Gegenthese auf: Kulturen bekämpfen sich nicht, sie fließen ineinander. In ihrem Buch „Kampfabsage. Kulturen bekämpfen sich nicht – sie fließen zusammen“ richten sie ihre Kritik gegen eine in Nordamerika und Westeuropa weit verbreitete Auffassung, wonach Kulturen in unüberbrückbarer Abgrenzung von anderen Kulturen über einen unveränderlichen Kern verfügten. Dies, so die Autoren, seien aber nur historische Mythen, denn der Austausch in Kunst, Philosophie oder Wirtschaft führte erst zur Entwicklung der westeuropäischen Gesellschaften hin zu ihrem jetzigen Stand. Anhand von einfachen Alltagsphänomenen in Esskultur, Kunst, Musik, Mode, Architektur und Technologie legen sie dar, dass es immer eine Annäherung oder Durchmischung der Kulturen gegeben habe.
In deutscher Sprache wurde die Auseinandersetzung um Huntingtons Thesen zum „Kampf der Kulturen“ von Udo Metzinger ausführlich nachgezeichnet. Zu den deutschen Kritikern von Huntingtons Theorie zählen Harald Müller und Gazi Çağlar.

## „Davos Man“
Huntington gilt auch als Schöpfer des Ausdrucks „Davos man“, der – in Anspielung auf das World Economic Forum in Davos – eine abgehobene internationale Elite denunziert, deren Mitglieder wenig nationale Loyalität zeigten.

## Mitgliedschaft: National Academy of Sciences
Huntington war 1986 und 1987 für eine Mitgliedschaft in der National Academy of Sciences vorgeschlagen, wurde aber beide Male abgelehnt. Einer seiner wichtigsten Gegner war der Mathematiker Serge Lang. Lang hatte bei der Überprüfung der Methode Huntingtons in dessen Publikation Political Order in Changing Societies (1968) einen gravierenden Missbrauch mathematischer Methoden festgestellt. Huntington war in dieser Veröffentlichung zu dem Schluss gekommen, dass Südafrika in den 1960er-Jahren eine „befriedigte Gesellschaft“ (satisfied society) war.

## Schriften (Auswahl)
- Political Order in Changing Societies. Yale University Press, New Haven 1969, ISBN 0-300-01171-7.
- The Soldier and the State. The Theory and Politics of Civil-Military Relations. Belknap Press, Cambridge 1981, ISBN 0-674-81736-2.
- The Third Wave. Democratization in the Late Twentieth Century. University of Oklahoma Press, Norman 1991, ISBN 0-8061-2516-0.
- The Clash of Civilizations and the Remaking of World Order. Simon & Schuster, New York 1996, ISBN 0-684-84441-9.
  - Kampf der Kulturen. Die Neugestaltung der Weltpolitik im 21. Jahrhundert. Goldmann, München 1998, ISBN 3-442-75506-9.
- S. Huntington, L. E. Harrison (Hrsg.): Streit um Werte. Goldmann, München 2004, ISBN 3-442-15265-8.
- Who Are We? Die Krise der amerikanischen Identität. Europa-Verlag, Hamburg 2004, ISBN 3-203-78060-7.